# ルーク・チャドウィック
ルーク・チャドウィック（Luke Chadwick 、1980年11月18日 - ）は、イングランド・ケンブリッジ出身の元プロサッカー選手。現役時代のポジションはMF。

## 所属クラブ
ユース
- マンチェスター・ユナイテッドFC 1997-1999

プロ
- マンチェスター・ユナイテッドFC 1999-2004

→ロイヤル・アントワープFC 2000 (loan)
→ロイヤル・アントワープFC 2000 (loan)
→レディングFC 2003 (loan)
→レディングFC 2003 (loan)
→バーンリーFC 2003-2004 (loan)
- ウェストハム・ユナイテッドFC 2004-2006

→ストーク・シティFC 2005-2006 (loan)
- ストーク・シティFC 2006-2007

→ノリッジ・シティFC 2006 (loan)
- ノリッジ・シティFC 2007-2009

→ミルトン・キーンズ・ドンズFC 2008
- ミルトン・キーンズ・ドンズFC 2009-2014

→ケンブリッジ・ユナイテッドFC 2014 (loan)
- ケンブリッジ・ユナイテッドFC 2014-2015
- ソハム・タウン・レンジャーズFC 2015-2016

## 代表歴
- イングランドU-18
- イングランドU-21
  - UEFA U-21欧州選手権2000

## タイトル
マンチェスター・ユナイテッド
- プレミアリーグ: 2000–01